# 산동중학교 (영천시)
산동중학교(山東中學校)는 대한민국 경상북도 영천시 화남면 삼창리에 있는 사립 중학교이다.

## 학교 연혁
- 1947년 9월 10일 : 재단법인 산동중학원 설립의 건 인가, 초대 조규설 이사장 취임
- 1947년 9월 10일 : 산동초급중학교 설립의 건 인가
- 1947년 11월 10일 : 산동초급중학교 개교, 초대 문철주 교장 부임
- 1950년 5월 27일 : 교명을 산동농업중학교로 개칭(의학제변경)
- 1951년 7월 17일 : 중 4년제 1회, 3년제 1회 졸업식 거행
- 1951년 8월 31일 : 교명을 산동중학교로 개칭
- 1964년 2월 15일 : 학교법인 산동학원으로 변경 인가
- 1973년 2월 8일 : 중학교 학급증설 인가(18학급)
- 2003년 4월 18일 : 운동장 우레탄 트랙(300m, 4레인) 및 농구장 완공
- 2010년 11월 20일 : 다목적 강당(체육관) 준공
- 2022년 5월 29일 : 제14대 조인호 이사장 취임
- 2024년 1월 4일 : 제74회 졸업식 거행
- 2024년 3월 1일 : 제13대 정미경 교장 취임

## 참고 자료
- 산동중학교 - 한국교육학술정보원 학교알리미